# Zandtulpje
Het zandtulpje (Peziza ammophila) is een bekervormige schimmel in het geslacht Peziza. Het leeft saprotroof op organische bestanddelen en afgestorven helm op zandduinen en stranden. Naarmate het ouder wordt, komt het uit het zand en splitst het. Het groeit van de lente tot de winter.

## Kenmerken
Het vruchtlichaam is bekervormig en heeft een diameter tot 5 cm. Het is stervormig met 4 tot 6 lobben openend en tot halverwege ingraven in het zand. De binnenkant heeft de zelfde kleur als de buitenkant, en dat is bruin. De buitenzijde is met zand bedekt, met een breekbare myceliumstreng wortelend. Volwassen exemplaren hebben een ondergrondse korte dikke steel en een rand in brede slippen verdeeld. Hierdoor krijgt het geel het uiterlijk van een tulp. Jonge vruchtlichamen lijken op een bruin ei met een grote ronde opening van 2-6 mm in diameter. De sporen zijn ellipsvormig, zonder druppels en meten 16-17 × 9-10 μm.
Het zandtulpje lijkt op het zandputje, maar deze is tot 2 cm breed, tot helft of helemaal in het zand ingegraven en heeft een grijze binnenkant.

## Verspreiding
In Nederland komt het zandtulpje matig algemeen voor. Het groeit vooral op rottende helmwortels in de zeeduinen. Het merendeel van de groeiplaatsen bevindt zich aan de lijzijde van de zeereep en wat meer landinwaarts.